# Census Act 1800
O Census Act 1800, também conhecido por Population Act 1800, foi um Ato do Parlamento da Grã-Bretanha que possibilitou o primeiro Censo da Inglaterra, Escócia e País de Gales. O Censo foi realizado em 1801 e repetido, em grande maioria das vezes, a cada dez anos, ou seja, em anos terminados em 1. O censo de 1801 estimou a população da Inglaterra e Gales em 8,9 milhões e a da Escócia em 1,6 milhão de habitantes. A Irlanda não foi incluída nos censos britânicos até 1821.
O primeiro censo da Inglaterra foi realizado por Guilherme I e publicado no Domesday Book em 1086. Vários outros censos ocorreram, como o do século XVI, nos quais os bispos eram solicitados a contar o número de famílias em suas dioceses. Na última parte do século XVIII, houve várias propostas para um Censo, com uma crescente preocupação com a população da Grã-Bretanha e sua demanda por alimentos, principalmente impulsionada pela publicação, em 1798, de An Essay on the Principle of Population, de Thomas Malthus.
A lei para aplicação do Censo foi apresentada ao Parlamento Britânico em 20 de novembro de 1800 e aprovada em 3 de dezembro do mesmo ano, recebendo o Consentimento Real do rei Jorge III em 31 de dezembro. Sua realização se deu em 10 de março de 1801, uma terça-feira.